# Jan Skopeček
Jan Skopeček (Litoměřice, 1925. szeptember 19. – Prága, 2020. július 27.) cseh színész, drámaíró. Felesége Věra Tichánková (1920–2014) színésznő.

## Fontosabb filmjei
Mozifilmek
- Emberrablók (Únos) (1953)
- Gyárvár (Botostroj) (1954)
- Svejk, a derék katona (Dobrý voják Švejk) (1957)
- Apák iskolája (Škola otců) (1957)
- Svejk, a derék katona 2. – Alázatosan jelentem, már megint itt vagyok (Poslušně hlásím) (1958)
- Az eltévedt ágyú (Zatoulané dělo) (1959)
- A főnyeremény (Hlavní výhra) (1959)
- Megtorlás (Mstitel) (1960)
- Rómeó, Júlia és a sötétség (Romeo, Julie a tma) (1960)
- Magasabb elv (Vyšší princip) (1960)
- Az ostravai gyors (Rychlík do Ostravy) (1960)
- Tavaszi vihar (Jarní povětří) (1961)
- Milliók keringője (Valčík pro milión) (1961)
- Társtalanul (Zelené obzory) (1962)
- Král Králů (1963)
- 31 fok árnyékban (90 Degrees in the Shade) (1965)
- Kati és a krokodil (Káťa a krokodýl) (1966)
- Ki ölte meg Jessyt?  (Kdo chce zabít Jessii?) (1966)
- A meztelen pásztorlány (Nahá pastýřka) (1966)
- Kétszemélyes ketrec (Klec pro dva) (1968)
- Átutazók paradicsoma (Objížďka) (1968)
- Hroch (1973)
- A nénikéim és én (Drahé tety a já) (1975)
- Két férfi jelzi érkezését (Dva muži hlásí příchod) (1975)
- Így kezdődik a szerelem (Tak láska začíná...) (1975)
- Tam, kde hnízdí čápi (1975)
- Erjedő bor (Bouřlivé víno) (1976)
- Fiacskám, én készültem! (Marečku, podejte mi pero!) (1976)
- A cowboy nyara (Léto s kovbojem) (1976)
- Holnap elintézzük, drágám (Zítra to roztočíme, drahoušku...!) (1976)
- Ötvenhat igazolatlan óra (Šestapadesát neomluvených hodin) (1977)
- A nagy kitüntetés (Signum laudis) (1980)
- Várkastély a Kárpátokban (Tajemství hradu v Karpatech) (1981)
- Fele-barát-nőm (Fandy, ó Fandy) (1983)
- Remegő félelem (Záchvěv strachu) (1984)
- Ne viccelj az ördöggel (S čerty nejsou žerty) (1985)
- Csehszlovák angyalbőr (Copak je to za vojáka...) (1988)
- Újra finom kis bordély (Anděl svádí ďábla) (1988)
- A galamb visszatére őhozzá (Dobří holubi se vracejí) (1989)
- Rémregény (Krvavý román) (1993)
- Pokolba a hercegnővel (Peklo s princeznou) (2009)

Tv-filmek
- A doktor úr receptjei (Recepty doktora Kudrny) (1975)
- Arabeszkek (Arabesky) (1987)
- Gyilkos nyomozás (Mörderische Suche) (2004)
- A vízimanó és Karolinka (Vodník a Karolínka) (2010)

Tv-sorozatok
- Klapzubova jedenáctka (1968, hat epizódban)
- Érdekházasságok (Sňatky z rozumu) (1968, három epizódban)
- Tau bácsi (Pan Tau) (1972, 1978, öt epizódban)
- Volt egyszer egy ház (Byl jednou jeden dům) (1974, öt epizódban)
- Zeman őrnagy (30 případů majora Zemana) (1977, egy epizódban)
- A Merkur jegyében (Ve znamení Merkura) (1978, egy epizódban)
- Ma egy házban (Dnes v jednom domě) (1980, két epizódban)
- A látogatók (Návštěvníci) (1983, egy epizódban)
- Bakaláři (1985–1986, három epizódban)
- Arabela visszatér (Arabela se vrací) (1993, két epizódban)
- Állatklinika a város szélén (O zvířatech a lidech) (1994, egy epizódban)
- Život na zámku (1997–1999, kilenc epizódban)